# (30835) Waterloo
(30835) Waterloo ist ein Asteroid des Hauptgürtels, der am 21. November 1990 vom belgischen Astronomen Eric Walter Elst am La-Silla-Observatorium (IAU-Code 809) der Europäischen Südsternwarte in Chile entdeckt wurde.
Der Asteroid wurde am 2. Juni 2015 nach der Gemeinde Waterloo in der Provinz Wallonisch-Brabant in Belgien benannt, in deren Umgebung am 18. Juni 1815 die Schlacht bei Waterloo geschlagen wurde, deren Ausgang Napoleons Herrschaft der Hundert Tage beendete und mit dessen endgültiger Abdankung am 22. Juni 1815 zum Ende des Französischen Kaiserreichs führte.